# لاسلو چاتاری
لاسلو چاتاری( László Csizsik-Csatáry) که با نام اسمیت ال چاتاری مخفیانه زندگی می‌کرد یک جنایتکار جنگی نازی است که در ۴ مارس ۱۹۱۵ در مان مجارستان به دنیا آمده‌است.

## جنگ جهانی دوم
با به قدرت رسیدن حزب فاشیست مجارستان و حامی هیتلر در ۱۶ اکتبر ۱۹۴۴ لاسلو چاتاری رئیس پلیس و از افسران ارشد اردوگاه کوشیتسه بود و در آن زمان کاسا نامیده میشد.او مسوول بازبینی و نظارت بر فهرست ساکنان یهودی، تعقیب و مصادره اموالشان بود. وی همچنین متهم به معاونت در کشتار ۱۵٫۷۰۰ یهودی بازداشتی و فرستادن آنان به اردوگاه آشویتس است همچنین ادعا شده که در تابستان ۱۹۴۱ نقش مهمی در اخراج اجباری ۳۰۰ یهودی از کوشیتسه به کامیانتس-پودیلسکیی اکراین داشته که همگی این افراد در اکراین کشته شدند..وی از ۱۹ ژانویه ۱۹۴۵ متواری و در سال ۱۹۴۸ توسط دادگاهی در چکسلواکی به مرگ غیابی محکوم شد.

## فرار و پایان ماجرا
پس از پایان جنگ جهانی دوم به کانادا گریخت و ابتدا در مونترال و سپس در تورنتو تحت نام اسمیت ال چاتاری اقامت کرد. ملیت کانادایی گرفت و مشغول به خرید و فروش آثار هنری شد تا سال ۱۹۹۷ که دولت کانادا با تحقیق در مورد سوابقش، ملیتش را از وی باز پس گرفت.
در سپتامبر ۲۰۱۱ دادگاهی در بوداپست با اطلاعاتی که از مرکز سیمون ویزنتال بدست آورده بود و وی در رتبه اول فهرست افراد تحت تعقیب نازی این مرکز قرار داشت بار دیگر پرونده تعقیب وی به جریان افتاد. در ژوئیه ۲۰۱۲ عکسی از وی در بوداپست توسط سان (روزنامه) به چاپ رسید و بالاخره در ۱۸ ژوئیه توسط پلیس مجارستان دستگیر شد.
روزنامه سان می‌گوید که خبرنگارانش با کمک مرکز سیمون وازنتال که پروژه‌ای بنام فرصت آخر برای به عدالت رساندن جنایتکاران نازی به راه انداخته‌است موفق به ردیابی چاتاری در مجارستان شدند.
طبق گزارش‌ها به درخواست دادستانی ابتدا تحت بازداشت خانگی قرار گرفت که این اقدام به مقامات اجازه داد که گذرنامه اش را بگیرند. به گفته مقامات مجارستان وی با وجود سن بالا از سلامت فیزیکی و روانی خوبی برخوردار است.